# Gare de Mitcham Eastfields
La gare de Mitcham Eastfields (en anglais : Mitcham Eastfields railway station), est une gare ferroviaire de la ligne Sutton and Mole Valley lines (en), en zone 3 Travelcard. Elle  est située sur l'Eastfields Road  à Eastfields (en) et Mitcham, dans le borough londonien de Merton, sur le territoire du Grand Londres.
C'est une gare Network Rail desservie par des trains Southern et Thameslink.